# Ramsey St Mary’s
Ramsey St Mary’s – wieś w Anglii, w hrabstwie Cambridgeshire, w dystrykcie Huntingdonshire. Leży 36 km na północny zachód od miasta Cambridge i 108 km na północ od Londynu.